# Gottfried von Einem
Gottfried von Einem est un compositeur autrichien né le 24 janvier 1918 à Berne (Suisse) et mort le 12 juillet 1996 à Oberdürnbach (Autriche).
Il est surtout connu pour ses opéras « littéraires » : La Mort de Danton (1947, d'après Georg Büchner), Le Procès (1953, d'après Franz Kafka), La Visite de la vieille dame (1971, d'après Friedrich Dürrenmatt) et Cabale et Amour (1976, d'après Friedrich Schiller). Mais il a aussi écrit de la musique orchestrale ainsi que de la musique de chambre, notamment 5 quatuors à cordes.
Von Einem faisait partie de « l'avant-garde modérée » et cultivait un langage essentiellement tonal, quoique parsemé d'éléments musicaux inspirés des recherches dodécaphoniques. Il se plaçait lui-même dans la lignée de Max Reger et d'Anton Bruckner, quoique ceux-ci n’eussent jamais écrit d'opéra.
Le compositeur estonien, Arvo Pärt, lui a dédié son De profundis composé en 1980 alors qu'il fuyait l'URSS pour Vienne, puis Berlin.